# 那罗延

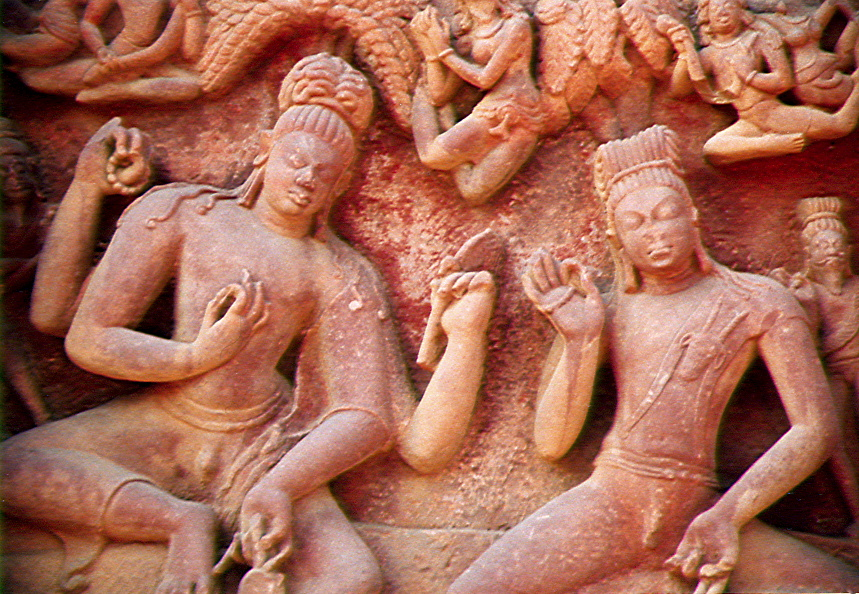
笈多王朝时代的雕像，左为那罗延，右为那罗

那罗延（天城体：नारायण，IAST：nārāyaṇa）婆罗门教-印度教中一个重要的神祇名称。在最常见的情况下，这是毗湿奴的一个化身。佛教称那罗延为那罗延天或毗纽天（即“毗湿奴天”、遍入天），并说他常与阿修罗王争斗。
在早期印度神话体系中，那罗延是宇宙根源、原人的儿子（原人又被称为那罗）。摩诃那罗延奥义书则将那罗延与原人本身等同起来，视其为宇宙的终极存在。后期的文献中那罗延可以作为一些大神的别名，主要指毗湿奴，有时指梵天（在摩奴法典中那罗延即指梵天而非毗湿奴）。龟往世书（此书为毗湿奴派的经典，以毗湿奴为最高神祇）认为那罗延与毗湿奴-黑天完全等同，而且也就是至高梵；梵转往世书则认为那罗延与黑天有所不同，那罗延只是黑天的一部分。
那罗延与那罗经常成对出现，因此他又可以被称为nārāsakha，意思是“那罗的朋友”。在史诗摩诃婆罗多中，般度族最主要的英雄阿周那常被称为那罗，而其朋友和谋士黑天（毗湿奴的化身）被称为那罗延。在后期毗湿奴派教义中，那罗延和那罗是主神毗湿奴的一对孪生化身。那罗延代表宇宙的我（无上我，宇宙灵魂），那罗代表个体的我（个体灵魂）。
那罗延崇拜盛行于当代印度教毗湿奴派的一个重要分支斯瓦米纳拉扬派中。该派信徒认为教派创始人斯瓦米·纳拉扬（Swaminarayan，名字的后半部分即那罗延的神名）就是那罗延-毗湿奴因遭敝衣仙人诅咒而降临在凡间的化身。

## 资料来源
- 《沙恭达罗》，季羡林译，中文版115页注释，ISBN 7-5008-1727-4